# Menhir de Chancerons
Le menhir des Chancerons est le nom donné abusivement au vestige d'une croix de chemin, située près du hameau des Chancerons, dans la commune de Vergisson, en Saône-et-Loire, en région Bourgogne-Franche-Comté.

## Description
Bien que classée comme menhir au titre des monuments historiques depuis le 19 septembre 1958, la pierre n'est pas en réalité un ancien menhir qui aurait été christianisé, mais un bloc rocheux qui a été extrait au début du XIXe siècle d'un affleurement naturel, au lieu-dit Bois-Rosier, afin de servir de socle pour l'érection d'une croix, qui était encore connue au début du XXe siècle sous le nom de « la Croix de Chanseron ». Le scellement au plomb de la croix est encore visible au sommet de la pierre.
Le monument historique d'environ 2 mètres de haut est la propriété de la commune de Vergisson.